# Parei na Contramão
"Parei na Contramão" é uma canção gravada pelo cantor brasileiro Roberto Carlos em seu álbum autointitulado de 1963.
Roberto trabalhava como datilógrafo em uma repartição pública do Ministério da Fazenda, emprego que achava maçante, e, quando ninguém estava por perto, aproveitava para tentar compor novas canções. Assim nasceram os primeiros versos de "Parei na Contramão". Ele se lembrou do amigo Erasmo Carlos, que nessa altura já havia lhe apresentado sua versão de "Splish Splash", e decidiu pedir ajuda para terminar a composição. Essa foi, portanto, a primeira canção composta pela dupla que formou, a partir daí, uma longeva parceria.
Para a gravação, Roberto foi acompanhado pelo grupo The Youngsters, considerado um dos pioneiros do rock instrumental e da surf music no Brasil. Foi lançada como single em 78 rpm no final de 1963 e se tornou o primeiro grande sucesso do cantor em São Paulo, de onde se espalhou para o Paraná, Santa Catarina, Rio Grande do Sul e Minas Gerais. "Parei na Contramão" foi a primeira canção cantada por Roberto na estreia do programa Jovem Guarda, em 1965.